# Inga involucrata
Inga involucrata är en ärtväxtart som beskrevs av John Macqueen Cowan. Inga involucrata ingår i släktet Inga och familjen ärtväxter. Inga underarter finns listade i Catalogue of Life.